# F9 (soundtrack)
F9: The Fast Saga (Original Motion Picture Soundtrack) (in sommige landen ook uitgebracht als: Fast & Furious 9: The Fast Saga (Original Motion Picture Soundtrack)) is de originele soundtrack voor de film F9 (ook bekend onder de titel: F9: The Fast Saga en Fast & Furious 9) uit 2021. De soundtrack werd uitgebracht door Atlantic Records en Universal Studios op 17 juni 2021, negen dagen voor de Amerikaanse release van de film.

## F9: The Fast Saga (Original Motion Picture Soundtrack)
De eerste single voor het album, "I Won" werd uitgebracht op 4 juni 2021. De single wordt uitgevoerd door Ty Dolla Sign, Jack Harlow en 24kGoldn. De tweede single "Fast Lane" werd uitgebracht op 11 juni 2021 en uitgevoerd door Don Toliver, Lil Durk en Latto. De derde single "Bussin Bussin" van Lil Tecca werd uitgebracht op 18 juni 2021. Vier promotionele singles werden uitgebracht op dezelfde dag dat de tweede single werd uitgebracht; "Furiosa", uitgevoerd door Anitta, "Bushido" door Good Gas en JP the Wavy, "Mala" door Jarina de Marco en "Exotic Race" door Murci met Sean Paul en Dixson Waz.

### Nummers
| Nr. | Titel                                                                           | Duur |
| --- | ------------------------------------------------------------------------------- | ---- |
| 1.  | Fast Lane (Don Toliver, Lil Durk & Latto)                                       | 2:52 |
| 2.  | Lane Switcha (Skepta and Pop Smoke featuring ASAP Rocky, Juicy J & Project Pat) | 2:48 |
| 3.  | Hit Em Hard (Offset, Trippie Redd, Kevin Gates, Lil Durk & King Von)            | 2:43 |
| 4.  | I Won (Ty Dolla Sign, Jack Harlow & 24kGoldn)                                   | 2:55 |
| 5.  | Rapido (Amenazzy, Farruko, Myke Towers & Rochy RD)                              | 2:33 |
| 6.  | Breathe (Liam H & René LaVice Re-Amp) (The Prodigy featuring RZA)               | 2:29 |
| 7.  | Real (Justin Quiles, Dalex & Konshens)                                          | 3:47 |
| 8.  | Bussin Bussin (Lil Tecca)                                                       | 2:20 |
| 9.  | Furiosa (Anitta)                                                                | 2:33 |
| 10. | Ride da Night (Kevin Gates featuring Polo G & Teejay3k)                         | 2:48 |
| 11. | Bushido (Good Gas & JP the Wavy)                                                | 3:13 |
| 12. | Speed It Up (NLE Choppa featuring Rico Nasty)                                   | 2:23 |
| 13. | Mala (Jarina De Marco)                                                          | 2:20 |
| 14. | Exotic Race (Murci featuring Sean Paul & Dixson Waz)                            | 3:21 |

### Hitnoteringen
| Hitlijsten                             | Hoogste positie |
| -------------------------------------- | --------------- |
| Australische albums (ARIA)             | 29              |
| Japanse albums (Oricon)                | 11              |
| Zwitserse albums (Schweizer Hitparade) | 90              |

## F9: The Fast Saga (Original Motion Picture Score)
F9: The Fast Saga (Original Motion Picture Score) is de originele soundtrack met de volledige filmmuziek van de gelijknamige film uit 2021. Het album werd uitgebracht door Back Lot Music op 2 juli 2021, met in totaal 44 nummers en 114 minuten en 16 seconden muziek. De partituur is geschreven en gecomponeerd door Brian Tyler, die ook de partituur voor het derde, vierde, vijfde, zevende en achtste deel schreef en componeerde.

### Nummers
Alle muziek is gecomponeerd door Brian Tyler.

| Nr. | Titel                            | Duur |
| --- | -------------------------------- | ---- |
| 1.  | Fast 9                           | 2:48 |
| 2.  | Fallen                           | 2:24 |
| 3.  | Visions of the Past              | 3:50 |
| 4.  | Upward Movement                  | 2:44 |
| 5.  | Tracking Nobody                  | 2:53 |
| 6.  | Enjoying the Moment              | 3:30 |
| 7.  | Reconciliation                   | 2:23 |
| 8.  | Diamonds and Emeralds            | 2:42 |
| 9.  | Awakened                         | 2:26 |
| 10. | The Race                         | 2:43 |
| 11. | Innuendo of Character            | 2:07 |
| 12. | Pelegrín Minas                   | 5:36 |
| 13. | Tracking a Ghost                 | 4:00 |
| 14. | Faith                            | 1:47 |
| 15. | Broken Allegiance                | 3:53 |
| 16. | Brother                          | 1:46 |
| 17. | Transitions                      | 2:41 |
| 18. | Plans Within Plans Within Plans  | 4:12 |
| 19. | The Next Chapter                 | 5:18 |
| 20. | Peace In the Chaos               | 1:52 |
| 21. | Turning the Screws               | 3:12 |
| 22. | Twinkie, Ding Dong, And Snowball | 1:27 |
| 23. | This Is My World                 | 3:24 |
| 24. | Car vs. Jet                      | 1:00 |
| 25. | Security Breach                  | 3:53 |
| 26. | Risk                             | 1:15 |
| 27. | I Got Next                       | 1:54 |
| 28. | Minions                          | 0:56 |
| 29. | Student Driver                   | 2:43 |
| 30. | Hope For the Future              | 2:49 |
| 31. | Simple Words                     | 2:33 |
| 32. | Seeking Jakob                    | 1:10 |
| 33. | Double Crossed                   | 2:28 |
| 34. | Reunion                          | 1:20 |
| 35. | Numbers Don't Lie                | 3:02 |
| 36. | Belly Up                         | 2:54 |
| 37. | Promises                         | 0:51 |
| 38. | Math and Science                 | 0:48 |
| 39. | Connections                      | 2:48 |
| 40. | Punching Bag                     | 1:10 |
| 41. | Magneticism                      | 3:02 |
| 42. | Project Aries                    | 2:22 |
| 43. | Dom vs. Cipher                   | 3:25 |
| 44. | Toretto                          | 2:14 |